# Montjoiepark
Het Montjoiepark (Frans: Parc Montjoie) is een publiek park in Ukkel in het Brussels Hoofdstedelijk Gewest.

## Geschiedenis
Het park dat eigendom was van de familie Carsoel werd in 1914 afgestaan aan de gemeente Ukkel. Pas in 1974 werd het park ingericht en opengesteld voor het publiek. Er zijn twee speelpleinen aangelegd, zowel voor grote als kleinere kinderen en enkele sportterreinen.
Het park met een oppervlakte van 1,2 hectare is gelegen tussen de Winston Churchilllaan en de Montjoielaan en wordt daardoor ook als voetgangersdoorgang tussen de twee straten gebruikt. In het park werd in 1936 een monument en zuilengalerij in classicistische stijl opgericht door Joseph Witterwulghe, ter ere van Jean en Pierre Carsoel die aan de Gemeente Ukkel verschillende legaten hebben gegeven.
In 2015 werd in het park een monument ingehuldigd als aandenken aan de Britse verpleegster en verzetsstrijder Edith Cavell die op 12 oktober 1915 door de Duitse bezetter gefusilleerd werd.

## Flora
In het park staan een aantal opmerkelijke bomen zoals esdoorns, essen, rode beuken, lindebomen, ceders en ginkgo’s. Centraal in het park staan een treurbeuk met een omtrek van 3,49 meter en een mammoetboom met een omtrek van 4,83 meter en een hoogte van 30 meter.

## Fotogalerij

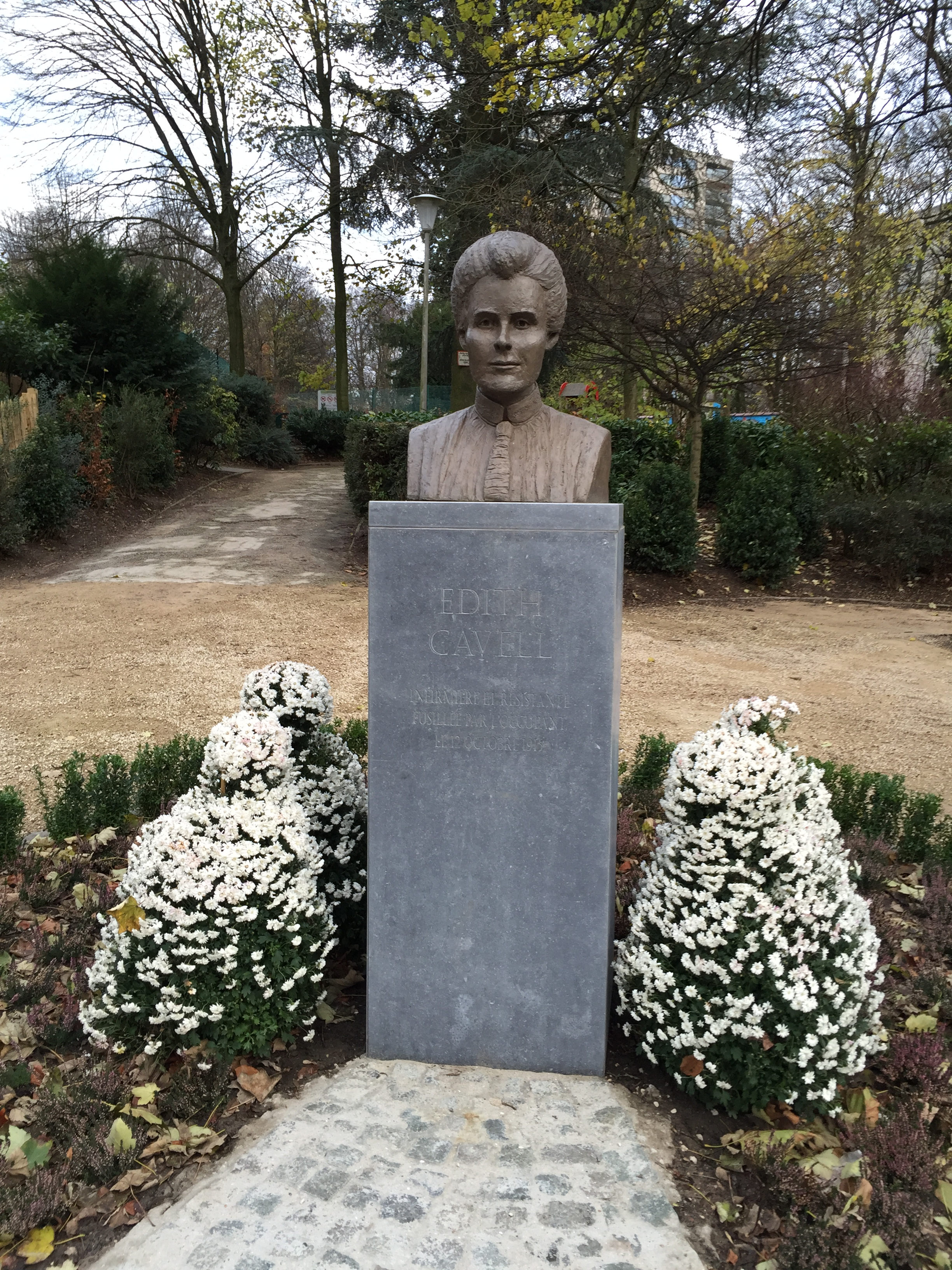
Monument voor Edith Cavell van Nathalie Lambert.
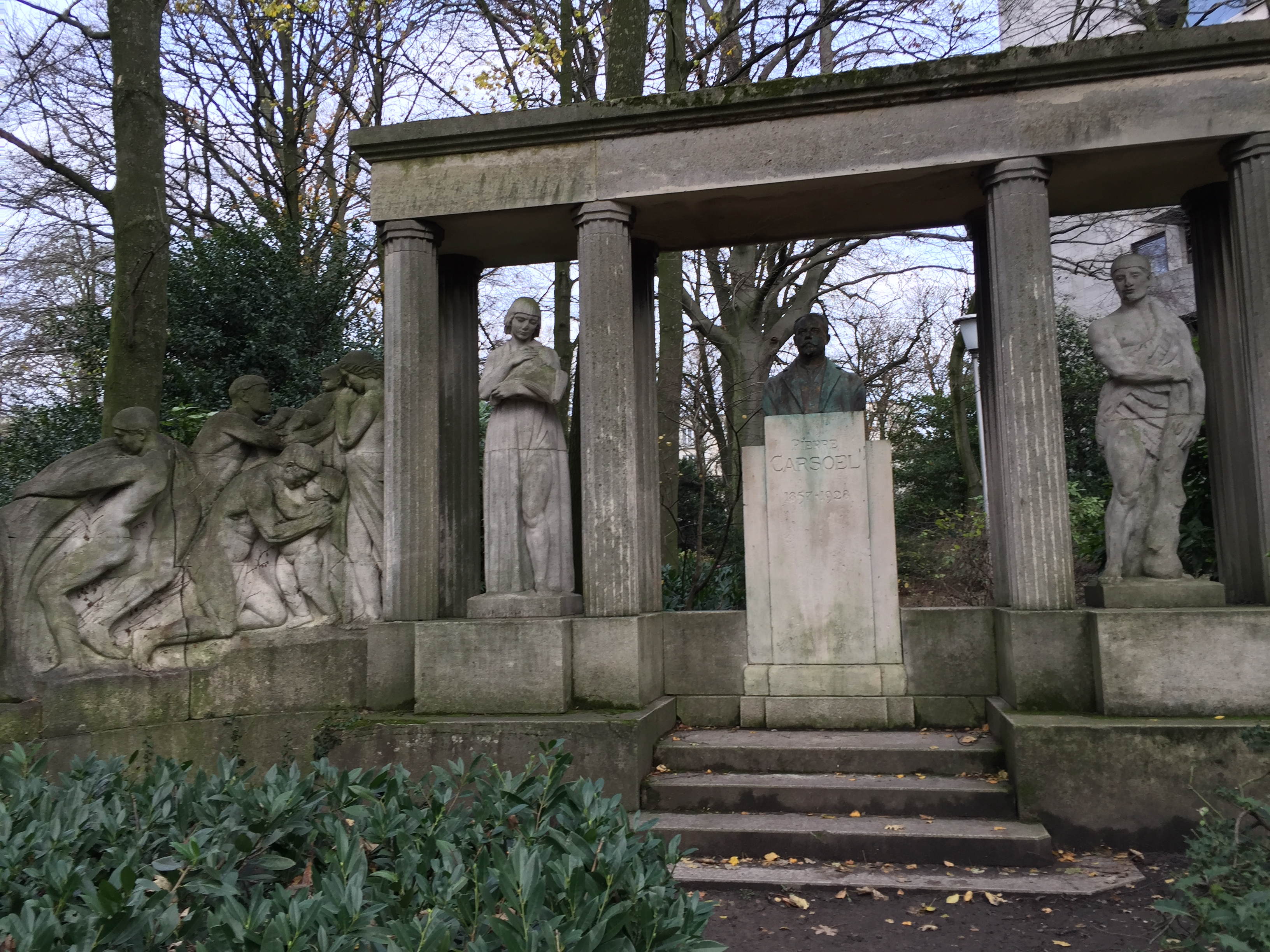
Monument voor Jean en Pierre Carsoel van Joseph Witterwulghe.
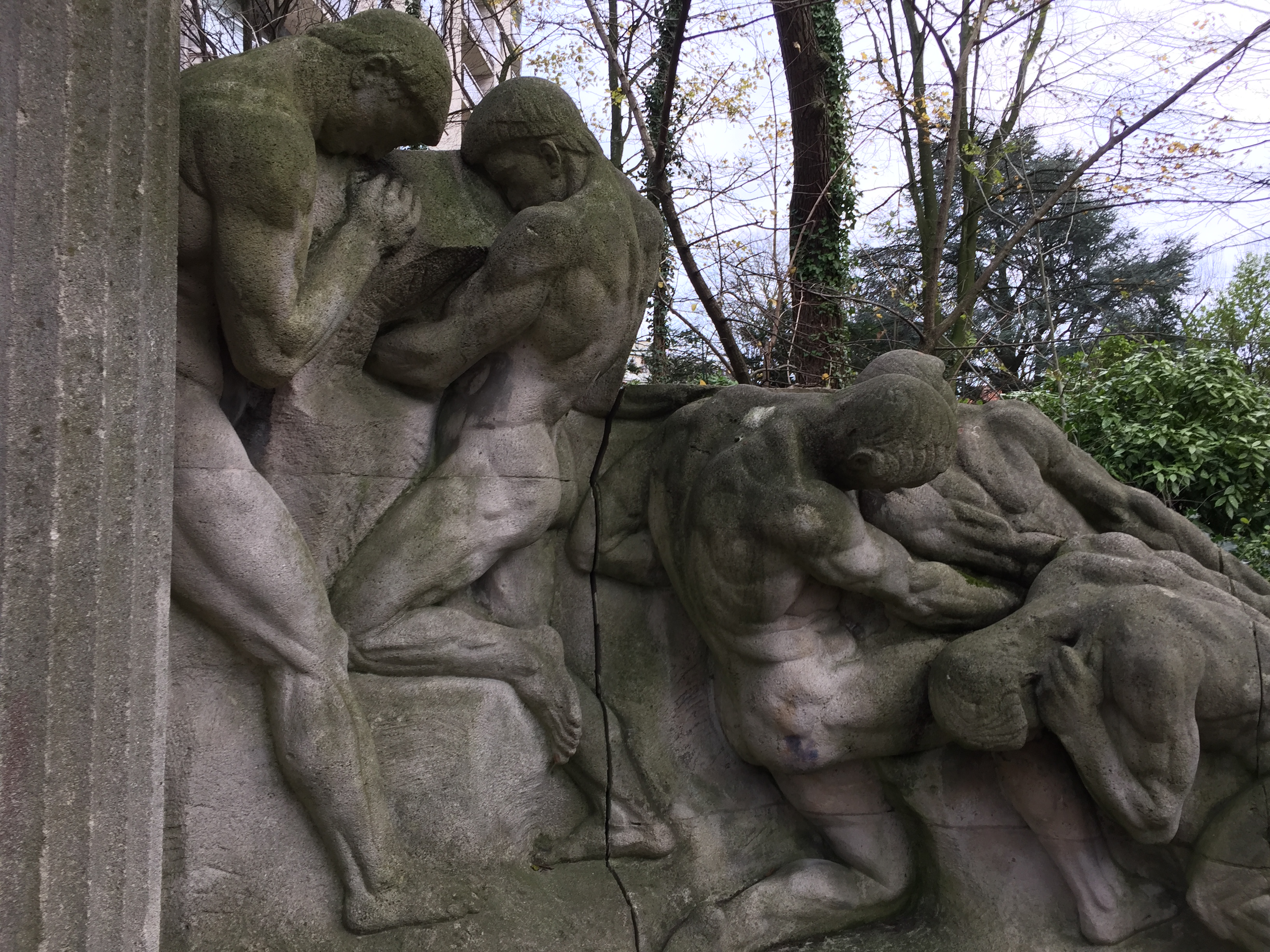
Detail van het monument Carsoel